# Юсупов, Майрбек Нагабекович
Майрбе́к (Маирбе́к) Нагабе́кович Юсу́пов (род. 10 ноября 1955 года, Караганда, Казахская ССР, СССР) — советский, дагестанский борец вольного стиля, советский и российский тренер.

Обладатель и призёр Кубка мира, двукратный чемпион и призёр чемпионатов СССР.

Мастер спорта СССР международного класса, заслуженный тренер России.

## Биография
Борьбой начал заниматься в 1969 году в г. Хасавюрт. Выступал за «Буревестник» (Махачкала), СДЮШОР «Спартак» (Хасавюрт) в весовой категории до 68 кг. Тренер — Алихан Джамалдинов.

Мастер спорта СССР (1974). Мастер спорта СССР международного класса (1978). Обладатель Кубка мира (1979, в команде), серебряный призёр Кубка мира (1979, в весе до 68 кг). Ни разу не выступал на чемпионатах мира и Европы. Завершил спортивную карьеру в 1981 году.

В 1979 году окончил физкультурный факультет Дагестанского государственного педагогического института г. Махачкала. По национальности — аварец.

## Спортивные результаты на чемпионатах СССР
- Чемпионат СССР по вольной борьбе 1977 года — ;
- Чемпионат СССР по вольной борьбе 1978 года — ;
- Чемпионат СССР по вольной борьбе 1980 года — .

## Тренерская карьера
С 1982 года учился, а с 1984 года работал старшим тренером в Школе высшего спортивного мастерства (ШВСМ) имени Али Алиева г. Махачкала. С 1985 года в течение 5 лет работал по контракту тренером-консультантом сборной Монголии, где был удостоен звания заслуженного работника физической культуры и спорта Монголии.
 
С 1990 по 1995 год вновь на должности старшего тренера ШВСМ. В 1993-1994 годах привлекался к работе тренерского штаба сборной России, которую тогда возглавлял Арсен Фадзаев.

В период с 1995 по 2000 год трижды работал по контрактам тренером-консультантом сборной Южной Кореи.
 
Заслуженный тренер России. С 2001 до весны 2017 года работал старшим тренером сборных Дагестана,  России и в ШВСМ.
 С 2017 по 2021 год — тренер-консультант сборной Казахстана.

В январе 2022 года заключил контракт на работу тренером национальной команды Китая.
Известные воспитанники:
- Сажид Сажидов
- Магомед Ибрагимов